# Comeback (návrat)
Comeback je návrat známé osobnosti k činnosti, ve které zpočátku získala svou slávu a pak se znovu dostane do středu pozornosti veřejnosti. Může se objevit ve všech oblastech života a byl zaznamenán v zábavě, sportu, politice, stylu nebo v módě.

## Použití
Termín se používá hlavně v politice, sportu a populární hudbě. Jde o zpodstatnělé jméno složené ze slovesa (come - přijít) a příslovce (back - zpět). Dalším možným pravopisem je "come-back".
Ve sportu nastává comeback tam, kde se sportovec nebo tým vrátí k úspěchu po období špatného výkonu nebo nečinnosti. Také se mluví o comebacku, pokud se straně, která byla v utkání prohrávající, podaří dotáhnout zápas k vítězství. Comeback se v individuálních sportech, jako je tenis, box nebo golf, vyskytuje častěji než v týmových sportech, protože sportovci v těchto hrách mají větší kontrolu nad svým osudem.
Komik se může vrátit poté, co nějakou dobu nevystupoval ve své oblasti zábavy.
K-popový průmysl hovoří o comebacku, kdykoli popoví hudebníci vydají nové album, bez ohledu na dobu mezi dvěma alby. První vystoupení na hudební show k propagaci nového alba se také nazývá Comeback Stage.
V politice má comeback politik, který se vrací poté, co opustil veřejný život, ať už dobrovolně, nebo prohrou ve volbách.

## Příklady
Známé comebacky měli například:
- boxer Muhammad Ali po vynucené tříleté přestávce v letech 1967 až 1970
- automobilový závodník Michael Schumacher po tříleté přestávce v letech 2006 až 2009
- zpěvák Yusuf Islam, který měl dříve úspěch jako Cat Stevens a v letech 1978 až 1995 nevydal žádnou hudbu
- popová skupina Take That, jejíž členové se po odchodu Robbieho Williamse v roce 1996 rozešli a od roku 2006 spolu opět vystupují
- zpěvák Johnny Cash, který po dlouhé fázi relativní umělecké a komerční bezvýznamnosti nahrál od roku 1994 opět úspěšné desky s producentem Rickem Rubinem
- popová zpěvačka Britney Spears s návratem na podzim 2008 po zhroucení v roce 2007 a na jaře 2008
- zpěvačka Jennifer Lopez na jaře 2011 po tříleté odmlce
- estonská kapela Vanilla Ninja vydala v létě 2021 po více než 13 letech nový singl.
- Švédská skupina ABBA vydala dva nové singly v září 2021 a studiové album Voyage (Cesta) po 40 letech, 5. listopadu 2021.